# Louis Carlen
Louis Carlen (* 17. Januar 1929 in Brig; † 23. August 2022) war ein Schweizer Jurist, Hochschulprofessor und Politiker.

## Leben
Louis Carlen studierte nach der Matura 1950 am Klassischen Gymnasium am Kollegium Brig Rechtswissenschaften an der Universität Freiburg im Üechtland (Schweiz), wo er 1955 mit einer Dissertation über das Landrecht Kardinal Schiners zum Dr. iur. promoviert wurde. Ein Geschichtsstudium führte ihn an die Universitäten Bern, Lausanne und Paris; er forschte im Vatikanischen Archiv. 1956 machte er sein Staatsexamen. 1957 eröffnete er eine Notariats- und Anwaltspraxis.
1967 wurde er ao. Professor und 1969 ordentlicher Universitätsprofessor an der Juristischen Fakultät der Universität Innsbruck. Von 1971 bis 1993 war er ordentlicher Professor und Ordinarius für Rechtsgeschichte, Kirchenrecht und Staatskirchenrecht an der Universität Freiburg i. Üe.
Von 1956 bis 1968 war er Mitglied der Briger Stadtregierung und von 1961 bis 1973 christlich-sozialer Grossrat des Kantons Wallis.

## Wirken
Er war 1973 Gründungspräsident der Internationalen Gesellschaft für Rechtliche Volkskunde. Er war 1963 Initiator der Schriften «Kirchengeschichtliches im Stockalper-Archiv in Brig». Er wurde geehrt mit dem Preis der Stadt Brig (1970), dem Kulturpreis des Oberwallis (1985), dem Oberwalliser Kulturpreis des Rottenbundes und dem Rünzi-Preis (1978). 1979 wurde er Ehrenbürger von Brig.
Carlen ist bekannt für seine umfangreiche Forschung zur Rechtsgeschichte, zur Rechtlichen Volkskunde und zum Kirchenrecht. Er ist Verfasser von über 1000 wissenschaftlichen Aufsätzen und Studien. Er war seit 1979 Korrespondierendes Mitglied der philosophisch-historischen Klasse der Österreichischen Akademie der Wissenschaften.
Louis Carlen engagierte sich für zahlreiche Sozialprojekte im Heiligen Land. 1983 wurde er von Kardinal-Grossmeister Maximilien de Fürstenberg zum Ritter ernannt und von Johannes Vonderach, Bischof von Chur und Grossprior des Ritterordens in der Schweiz, in den Ritterorden vom Heiligen Grab zu Jerusalem investiert. 1991 erfolgte die Ernennung zum Offizier des Päpstlichen Laienordens.

## Ehrungen
- Hermann Bischofberger, Gabriel Imboden, Josef Wiget: Festgabe zum 75. Geburtstag von Prof. Dr. Louis Carlen (= Veröffentlichungen zur Geschichte des Alpenraums – Stockalperschloss Brig 2005), Rotten-Verlag, Brig 2005[4]
- Mike Bacher, Marie-Claude Schöpfer (Hrsg.): Festschrift für Prof. Dr. Louis Carlen zum 90. Geburtstag (= Schriften des Stockalperarchivs in Brig. Heft 47). Brig 2019, ISBN 978-3-907223-00-0[5]

## Schriften (Auswahl)
- Kirchengeschichtliches im Stockalper-Archiv in Brig (= Schriften des Stockalper-Archivs in Brig, Heft 1), Brig 1963.
- Rechtsgeschichte der Schweiz: eine Einführung (= Monographien zur Schweizer Geschichte, Band 4). 3. Auflage. Francke, Bern 1988, ISBN 3-317-01657-4.
- Die Kirchensteuer juristischer Personen in der Schweiz. Universitätsverlag, Freiburg (Schweiz) 1988, ISBN 978-3-7278-0583-7.
- Orte, Gegenstände und Symbole kirchlichen Rechtslebens. Eine Einführung in die kirchliche Rechtsarchäologie. Universitätsverlag, Freiburg (Schweiz) 1999, ISBN 3-7278-1234-6.